# Homalium chocoense
Homalium chocoense är en videväxtart som beskrevs av José Cuatrecasas. Homalium chocoense ingår i släktet Homalium och familjen videväxter. Inga underarter finns listade i Catalogue of Life.